# Cyprian Ekwensi
Cyprian Ekwensi (Minna, 26 settembre 1921 – Enugu, 4 novembre 2007) è stato uno scrittore nigeriano di racconti brevi e libri per bambini.

## Biografia
Ekwensi frequentò il Government College di Ibadan. In seguito fu per qualche tempo guardia forestale, insegnante di materia scientifiche, impiegato presso Radio Nigeria, e studente di farmacia alla Lagos School of Pharmacy e alla Università di Londra. 

## Opera
Ekwensi ha scritto centinaia di racconti e sceneggiature di spettacoli radiofonici e televisivi, diverse decine di romanzi, e numerose opere per ragazzi. Tra le altre opere, il suo romanzo Jagua Nana è uno degli esempi più rilevanti di uso del pidgin nella letteratura africana in lingua inglese.